# Rakovszky Zsuzsa

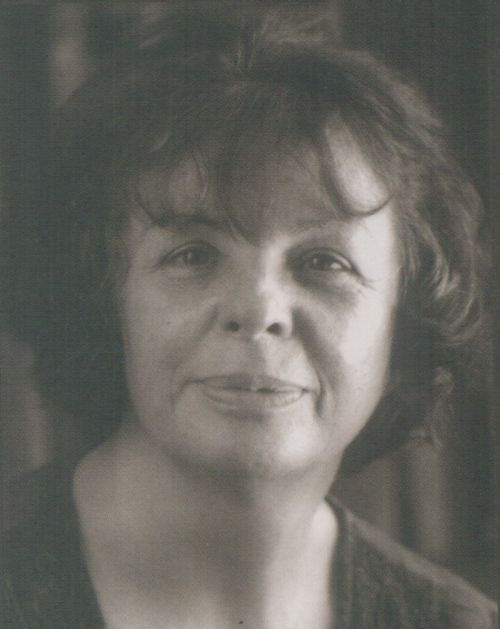
Szilágyi Lenke felvétele

Rakovszky Zsuzsa (Sopron, 1950. december 4. –) Kossuth-díjas magyar író, költő, műfordító; a Digitális Irodalmi Akadémia alapító tagja.

## Élete
Apja, Rakovszky Tibor jogot végzett, a háború előtt a közigazgatásban dolgozott mint főispáni, majd miniszteri titkár, később vállalatigazgató volt, a háború után nyugdíjas. 1952-ben halt meg. Anyja, Szűcs Zsuzsanna, gépírónő volt, majd pénzügyi előadó. 1981-ben halt meg. Nevelőapja, Majoros József, jogot végzett, a háború után raktárosként dolgozott.
Rakovszky Zsuzsa a soproni Martos Flóra Gimnáziumban érettségizett 1969-ben. Egyetemi tanulmányait Debrecenben kezdte, majd a második évtől Budapesten folytatta, itt szerzett magyar–angol szakos tanári diplomát az Eötvös Loránd Tudományegyetem Bölcsészettudományi Kar Angol-Amerikai Intézetben (ELTE-BTK) 1975-ben. 1975 és 1978 között az Állami Gorkij Könyvtárban, 1978 és 1981 között az ELTE angol tanszékének könyvtárában volt könyvtáros, 1982-től 1986-ig szerkesztő a Helikon Kiadónál, azóta szabadfoglalkozású, fordításból él. 1997 szeptemberétől szerződéses munkatársként egy évig részt vett a Beszélő szerkesztésében.
1988-tól négy hónapig a Soros Alapítvány költészeti ösztöndíjasa Londonban. 1990-ben az Iowai Nemzetközi Írókongresszus, majd 1994-ben a Poetry International vendége.
1974-től 1981-ig volt házas. 1992-ben született fiúgyermekét egyedül nevelte fel. Sopronban él. Elsősorban angol, amerikai költőket és prózát fordít. Verseit kezdettől fogva általános kritikai elismerés fogadta.

## Művei

### Verseskötetei
- Jóslatok és határidők, versek, Kozmosz Könyvek, 1981
- Tovább egy házzal, versek, Magvető, 1987
- Fehér-fekete, versek, Jelenkor Kiadó, 1991
- Hangok, válogatott és új versek, Cserépfalvi, 1994
- Egyirányú utca, versek, Magvető, 1998
- Familienroman. Gedichte. Válogatott versek magyarul és németül. Aus dem Ungarischen von Zsuzsanna Gahse Gahse Zsuzsanna, 2002
- Visszaút az időben, összegyűjtött és új versek 1981–2005, Magvető, 2006
- Fortepan, versek, Magvető, 2015
- Állapotváltozások. Válogatott versek, 1981–2019; Magvető, Budapest, 2020
- Vita élő időben, Magvető, 2023

### Prózai művei
- A kígyó árnyéka, regény, Magvető, 2002
- A hullócsillag éve, regény, Magvető, 2005
- A Hold a hetedik házban, novellák, Magvető, 2009
- VS, regény, Magvető, 2011
- Szilánkok, regény, Magvető, 2014
- Célia, regény, Magvető, 2017
- Történések; Magvető, Budapest, 2018
- Boldog vég. Novellák; Osiris, Budapest, 2020 (Osiris literatura)
- Az idők jelei; Magvető, Budapest, 2022
- Vattacukor (elbeszélések, Magvető, 2024)[2]

### Műfordításai
- A megbabonázott pudding. Ír népmesék (1982)
- Wordsworth és Coleridge versei (Másokkal) (1982)
- E. S. Gardner: A rettegő örökösök esete (1982)
- Kingsley Amis: A szűz és az egyszarvú (1983)
- J. Porter: Dover mindent megold (1983)
- L. Black: Gyilkosság pár pennyért (1983)
- P. R. S. Moorey: Bibliai tájak (1984)
- Robert Browning, Lewis Carroll és mások versei. Klasszikus angol költők (1986)
- Theodor Storm, Gottfried Keller és C. F. Meyer versei (1986)
- Nie Hua-ling: Két asszony Kínából (1986)
- John Paget: Magyarország és Erdély (1987)
- W. Trevor: Balvégzet bolondjai (1987)
- R. E. Sherwood: Roosevelt és Hopkins (1989)
- Robert Frost, Marianne Moore, Elizabeth Bishop és Adrienne Rich versei, in: Amerikai költők antológiája (1990)
- G. K. Chesterton: Az ember, aki Csütörtök volt (1990)
- D. M. Thomas: A fehér hotel. Regény (1990)
- Elizabeth Bishop: A képzeletbeli jéghegy (1990)
- S. Sontag: Az AIDS és metaforái (1990)
- E. Bishop: A képzeletbeli jéghegy (1990)
- D. M. Thomas: A fehér hotel (1990)
- F. Forsyth: A háború kutyái (1992)
- Tony Harrison, David Harsent: Új kabát, utolsó esély. Kortárs brit költők (1993)
- R. Skynner–J. Cleese: Hogyan éljük túl a családot? (1993)
- W. Goyen: Arcadio (1993)
- Bruno Bettelheim: Az elég jó szülő (1994)
- B. Fogle: 101 kérdés, amit a cicája megkérdezne a dokitól, ha beszélni tudna (1994)
- K. Ross: A nagyapa jót akar (1995)
- R. King: Teljes átalakítás (1996)
- R. C. Estrada: Fegyverletétel (1996)
- Malcolm Bradbury – L. Richard Ruland: Az amerikai irodalom története a puritanizmustól a posztmodernizmusig (Másokkal) (1997)
- Bertrand Russell: A hatalom és az egyén (1997)
- C. Williams: Késő bánat? (1997)
- L. Fielding: A szaxofonos fiú (1997)
- B. Russell: A hatalom és az egyén (1997)
- Moody–Martin: Írország története (Másokkal) (1999)
- Charles Frazier: Hideghegy (1999)
- Henrik Ibsen: Drámák. Brand, Peer Gynt (Kúnos Lászlóval) (2003)
- Euripidész: Médeia (2005)
- Stephenie Meyer: Alkonyat (2008)
- Stephenie Meyer: Újhold (2009)
- Stephenie Meyer: Napfogyatkozás (2009)
- A. Munro: A boldog árnyak tánca (2015)
- A. Munro: Nyílt titkok (2016)
- E. Catton: A fényességek (2016)

## Díjai
- Graves-díj (1980)
- Déry Tibor-jutalom (1986, 1991)
- József Attila-díj (1988)
- Az Év Könyve-jutalom (1989)
- Artisjus Irodalmi Díj (1989)
- IRAT-nívódíj (1992)
- a Soros Alapítvány Életműdíja (1992)
- a Soros Alapítvány Alkotói Díja (1997)
- Magyarország Babérkoszorúja díj (1997)
- Salvatore Quasimodo-emlékdíj (1999)
- Magyar Irodalmi Díj (2002)
- Márai Sándor-díj (2003)
- AEGON művészeti díj (2007)
- Prima-díj (2008)
- Kossuth-díj (2010)
- Babits Mihály Alkotói Emlékdíj (2015)
- Libri irodalmi díj (2016)
- Sopron díszpolgára (2016)[3]
- Hazám-díj (2017)[4]